# Leslie Howard
Leslie Howard (n. 3 aprilie 1893; d. 1 iunie 1943) a fost un actor de origine engleză. Este cunoscut pentru rolul interpretat în filmul Pe aripile vântului.

## Filmografie
| An   | Țară | Titlu                      | Menționat ca | Menționat ca | Menționat ca | Menționat ca                |
| An   | Țară | Titlu                      | Regizor      | Producător   | Actor        | Rol                         |
| ---- | ---- | -------------------------- | ------------ | ------------ | ------------ | --------------------------- |
| 1914 | MB   | The Heroine of Mons        |              |              | Da           | Cast member (film de debut) |
| 1917 | MB   | The Happy Warrior          |              |              | Da           | Rollo                       |
| 1919 | MB   | The Lackey and the Lady    |              |              | Da           | Tony Dunciman               |
| 1920 | MB   | Bookworms                  |              | Da           | Da           | Richard                     |
| 1920 | MB   | Five Pounds Reward         |              | Da           | Da           | Tony Marchmont              |
| 1930 | SUA  | Outward Bound              |              |              | Da           | Tom Prior                   |
| 1931 | US   | Five and Ten               |              |              | Da           | Bertram "Berry" Rhodes      |
| 1931 | US   | Devotion                   |              |              | Da           | David Trent                 |
| 1931 | US   | A Free Soul                |              |              | Da           | Dwight Winthrop             |
| 1931 | US   | Never the Twain Shall Meet |              |              | Da           | Dan Pritchard               |
| 1932 | MB   | Service for Ladies         |              |              | Da           | Max Tracey                  |
| 1932 | US   | Smilin' Through            |              |              | Da           | Sir John Carteret           |
| 1932 | US   | The Animal Kingdom         |              |              | Da           | Tom Collier                 |
| 1933 | SUA  | Berkeley Square            |              |              | Da           | Peter Standish              |
| 1933 | US   | Captured!                  |              |              | Da           | Captain Fred Allison        |
| 1933 | US   | Secrets                    |              |              | Da           | John Carlton                |
| 1934 | SUA  | British Agent              |              |              | Da           | Stephen "Steve" Locke       |
| 1934 | MB   | The Lady Is Willing        |              |              | Da           | Albert Latour               |
| 1934 | US   | Of Human Bondage           |              |              | Da           | Philip Carey                |
| 1934 | MB   | The Scarlet Pimpernel      |              |              | Da           | Sir Percy Blakeney          |
| 1936 | SUA  | The Petrified Forest       |              |              | Da           | Alan Squier                 |
| 1936 | US   | Romeo and Juliet           |              |              | Da           | Romeo                       |
| 1937 | SUA  | Stand-In                   |              |              | Da           | Atterbury Dodd              |
| 1937 | US   | It's Love I'm After        |              |              | Da           | Basil Underwood             |
| 1938 | MB   | Pygmalion                  | Da           | Da           | Da           | Profesorul Henry Higgins    |
| 1939 | SUA  | Intermezzo                 |              | Da           | Da           | Holger Brandt               |
| 1939 | US   | Gone with the Wind         |              |              | Da           | Ashley Wilkes               |
| 1941 | MB   | "Pimpernel" Smith          | Da           | Da           | Da           | Profesor Horatio Smith      |
| 1941 | MB   | 49th Parallel              |              |              | Da           | Philip Armstrong Scott      |
| 1942 | MB   | The First of the Few       | Da           | Da           | Da           | R.J. Mitchell               |
| 1942 | MB   | In Which We Serve          |              |              | Da           | Narator                     |
| 1943 | MB   | The Gentle Sex             | Da           | Da           | Da           | Narator (ultimul film)      |